# Дружненська сільська рада (Красилівський район)
Дру́жненська сільська́ ра́да — адміністративно-територіальна одиниця та орган місцевого самоврядування у Красилівському районі Хмельницької області. Адміністративний центр — село Дружне.

## Загальні відомості
- Населення ради: 951 особа (станом на 2001 рік)

## Населені пункти
Сільській раді були підпорядковані населені пункти:
- с. Дружне

## Склад ради
Рада складалася з 16 депутатів та голови.
- Голова ради: Семенчук Валентина Володимирівна
- Секретар ради: Горін Олег Вікторович

### Керівний склад попередніх скликань
| Прізвище, ім'я, по батькові      | Основні відомості                                                               | Дата обрання | Дата звільнення |
| -------------------------------- | ------------------------------------------------------------------------------- | ------------ | --------------- |
| Семенчук Валентина Володимирівна | Сільський голова, 1963 року народження, освіта середня спеціальна, позапартійна | 26.03.2006   | 31.10.2010      |
| Семенчук Валентина Володимирівна | Сільський голова, 1963 року народження, освіта середня спеціальна, позапартійна | 31.10.2010   |                 |

Примітка: таблиця складена за даними сайту Верховної Ради України

### Депутати
За результатами місцевих виборів 2010 року депутатами ради стали:

#### За суб'єктами висування
| Суб'єкт висування | Кількість обраних депутатів | %    |
| ----------------- | --------------------------- | ---- |
| Самовисування     | 9                           | 56,3 |
| Партія регіонів   | 4                           | 25   |
| Народна партія    | 3                           | 18,8 |

#### За округами
| № округу        | Прізвище, ім'я, по батькові  | Дата визнання обраним | Освіта  | Партійна приналежність | Відомості про обраного депутата                                                          |
| --------------- | ---------------------------- | --------------------- | ------- | ---------------------- | ---------------------------------------------------------------------------------------- |
| Народна Партія  |                              |                       |         |                        |                                                                                          |
| 1               | Горін Віктор Вікторович      | 04.11.2010            | середня | позапартійний          | тимчасово не працює                                                                      |
| 4               | Розізнана Зоя Миколаївна     | 04.11.2010            | середня | позапартійна           | тимчасово не працює                                                                      |
| 16              | Григорук Микола Іванович     | 04.11.2010            | середня | позапартійний          | ТОВ «Подільський край», механізатор                                                      |
| Партія регіонів |                              |                       |         |                        |                                                                                          |
| 2               | Полянчук Людмила Дмитрівна   | 04.11.2010            | середня | позапартійна           | Дружненська загальноосвітня школа І-ІІ ст., заступник директора по господарській частині |
| 10              | Мартинюк Василь Гнатович     | 04.11.2010            | середня | позапартійний          | Красилівський водоканал, слюсар                                                          |
| 12              | Горін Олег Вікторович        | 04.11.2010            | середня | позапартійний          | Дружненська сільська рада, секретар                                                      |
| 13              | Плешук Ганна Андріївна       | 04.11.2010            | середня | позапартійна           | Фельдшерсько-акушерський пункт, санітарка                                                |
| Самовисування   |                              |                       |         |                        |                                                                                          |
| 3               | Полянчук Олександр Іванович  | 04.11.2010            | середня | позапартійний          | ТОВ «Буд- Сервіс- Плюс», бухгалтер                                                       |
| 5               | Шаховал Микола Іванович      | 04.11.2010            | середня | позапартійний          | ВАТ «Південь-захід шляхбуд», машиніст-бульдозерист                                       |
| 6               | Горін Ілля Гергійович        | 04.11.2010            | середня | позапартійний          | Красилівське підприємство теплових мереж, слюсар                                         |
| 7               | Марцинюк Олександр Іванович  | 04.11.2010            | середня | позапартійний          | тимчасово не працює                                                                      |
| 8               | Нікітюк Микола Миколайович   | 04.11.2010            | вища    | позапартійний          | ДП ЗАТ «Оболонь» «Красилівське», оператор                                                |
| 9               | Григорук Валентин Григорович | 04.11.2010            | середня | позапартійний          | ТОВ «Подільський край», головний агроном                                                 |
| 11              | Полянчук Леонід Іванович     | 04.11.2010            | середня | позапартійний          | Красилівський цукровий завод, механік                                                    |
| 14              | Пшечук Оксана Сергіївна      | 04.11.2010            | середня | позапартійна           | ТОВ «Подільський край», обліковець                                                       |
| 15              | Столяр Лівон Іванович        | 04.11.2010            | середня | позапартійний          | Красилівське лісокомунальне с\г підприємство «Красилівліс», лісник                       |